# Imre Nagy (pentatleta)
Imre Nagy   (Monor, 21 de febrer de 1933 - Törökbálint, 20 d'octubre de 2013) fou un pentatleta hongarès que va competir durant les dècades de 1950 i 1960.
El 1960 va prendre part en els Jocs Olímpics d'Estiu de Roma, on disputà dues proves del programa de pentatló modern. En la competició per equips, junt a Ferenc Németh i András Balczó, guanyà la medalla d'or, mentre en la individual guanyà la de plata, en finalitzar rere el seu compatriota Ferenc Németh. Quatre anys més tard, als Jocs de Tòquio, tornà a disputar dues proves del programa de pentatló modern. Formant equip amb Ferenc i Ottó Török, guanyà la medalla de bronze en la competició per equips, mentre en la prova individual fou setè.
En el seu palmarès també destaquen tres medalles de plata al Campionat del món de pentatló modern. Una vegada retirat exercí d'entrenador de la selecció nacional i fou dirigent de la Federació Internacional de Pentatló modern.